# Wusterwitz (Niemcy)
Wusterwitz (pol. Ostrowiec) – gmina w Niemczech w kraju związkowym Brandenburgia, w powiecie Potsdam-Mittelmark, siedziba urzędu Wusterwitz.

## Współpraca
Miejscowość partnerska:
- Erlensee, Hesja
- Biggleswade, Wielka Brytania